# Сочице (Рогатица)
Сочице су насељено мјесто у општини Рогатица, Република Српска, БиХ. Према попису становништва из 1991. у насељу је живјело 59 становника.

## Географија
Сочице територијално припадају општини Рогатица, а налазе се на удаљености од 10 км сјеверно-западно од овог града, док су од Сарајева удаљене око 65 км. Обухватају површину од око 75 км/2 . Са магистралним путем М-19, Сарајево — Рогатица, повезане су локалним путевима Хан Стјенице — Батово, у дужини од 8 км, те Вран До — Враголови — Рудине, у дужини од 5 км. Иначе, Сочице су простор који представља једну велику површину, која је на многим мјестима испресијецана мањим или већим долинама, претежно затвореног типа. Терен је бреговит са просјечном надморском висином од 800 m, а с југа је ограничен око 970 м високом брдском косом, која се у окомитим стијенама спушта на ријеку Прачу. Према сјеверу земљиште се постепено успиње до висине Гласинца.
Сочице обухватају око двадесетосам насељених мјеста: Бањ Стијена, Бобовина, Брезје, Будаци, Враголови, Врлазје, Газије, Голубовићи, Гривци, Добраче, Драгуљевићи, Загајеви, Јаровићи, Ковачица, Крамер Село, Маравићи, Махала, Горњи Обртићи, Доњи Обртићи, Плање, Подградина, Рабар, Рудине, Русановићи, Сочице и Хан Стјенице. Сва села су углавном разбијеног типа, адекватнијег интересима експанзионог сточарства.
Терен у Сочицама је углавном, нераван, кршевит и безводан са пуно брда и вртача. Посебно је кршевит изнад села гдје је државно земљиште, док су имања која се обрађују прилично добро очишћена од камена, који је понегдје уредно сложен на гомиле, или је од њега направљен дебели зид, негдје и по 1,20 м (увис и уширину), а којима је ограничено неко имање. Шуме су углавном бјелогоричне ( храст, буква, граб, јасен, клијен, дријањак, лијеска, брекиња и сл.), мада има доста и смреке, те нешто бора у Јазбинама и на Дражићу, који су пошумљени шездесетих година прошлога вијека.

## Становништво
| Демографија | Демографија | Демографија |
| Година      | Становника  | Становника  |
| ----------- | ----------- | ----------- |
| 1991.       | 59          |             |

у књизи ’Српске породице Војводства Светог Саве’, налазимо податак: ’Фамилија Сочица — су по предању од Браниловића, односно од старог братства Ђукановића, од кога су и Топаловићи и Гојковићи. Претпоставља се да су презиме добили по томе што је један њихов предак (Стеван Томов) изгонио со из Тузле у Пиву. Такође, се зна да су некада живјели у Горањску и у Плужинама одакле су се временом раселили. Из ове породице касније је потекао чувени војвода Лазар Сочица, пивски првак и војсковођа, те његов син Мујо Сочица, бан Зетске бановине.’’